# Гендерний мейнстримінг
Гендерний мейнстримінг (англ. gender mainstreaming), гендерна пріоритетизація — визнана на глобальному рівні стратегія втілення політики гендерної рівності.

## Суть політики
Гендерний мейнстримінг був записаний у Пекінській Платформі дій і затверджений офіційно на Четвертій Всесвітній конференції зі становища жінок у Пекіні в 1995 році. Гендерний мейнстримінг передбачає (ре)організацію, вдосконалення, формування та оцінку політичних процесів у такий спосіб, щоб учасники та учасниці процесу прийняття політичних рішень використовували гендерний підхід в усіх галузях політики і на всіх етапах. Існуючі відмінності між чоловіками та жінками враховуються для визначення негативних наслідків, а не підтримки нерівностей чи ієрархій, які склалися у суспільстві.
Гендерний мейнстримінг застосовується, наприклад, у бюджетних процесах, так званому гендерному формуванні бюджету, тобто, це гендерна оцінка бюджетів, використання гендерного підходу на всіх рівнях бюджетного процесу та реструктуризація доходів і видатків з метою сприяння гендерній рівності.
У Рамковій стратегії Європейської спільноти гендерної рівності (2001—2005) уже зазначається про «пропагування рівної участі та представництва жінок». Зокрема, піднімається питання поліпшення гендерного балансу в процесі прийняття політичних рішень; говориться про заходи, орієнтовані на оцінки впливу виборчих систем, законодавства, квот та інших заходів щодо забезпечення гендерного балансу у виборних політичних органах; впровадження інформаційно-просвітницьких заходів для громадян про необхідність гендерного балансу у виборних політичних органах і всередині структур політичних партій. У Дорожній карті із забезпечення гендерної рівності (2006—2010) серед шести основних пріоритетів визначено також і «забезпечення рівного доступу чоловіків і жінок до участі у прийнятті рішень».
Рівність у прийнятті рішень була названа у 2010 році президентом Європейської Комісії Жозе Мануелем Баррозу у «Жіночій Хартії» одним з ключових принципів політики гендерної рівності на рівні ЄС. У Стратегії забезпечення рівності між жінками та чоловіками (2010—2015) зазначено, що «жінки недостатньо представлені в процесі прийняття рішень ‒ як в парламентах, так і в національних урядах».
Європейська комісія пропонує цільові ініціативи для покращення ситуації, пропагує більшу участь жінок у виборах до ЄП тощо. Щороку Європейська комісія звітує стосовно виконання цілей забезпечення рівності між чоловіками і жінками в ЄС відповідно до низки індикаторів, серед яких — і рівень залучення жінок до прийняття рішень. Зокрема, у Звіті за 2013 рік зазначено, що жінки становлять 37 % членів новообраного Європейського Парламенту, 9 із 28 нових Комісарів і 7 із 28 суддів Європейського Суду.

## Гендерний мейнстримінг у міському плануванні
Гендерний мейнстримінг у міському плануванні — це підхід до планування, який ставить на перше місце особливі потреби уразливих груп з увагою до їхніх статі, віку, фізичного стану. Поняття мейнстримінгу використовується для підкреслення, що ці потреби мають стати частиною домінантної планувальної та будівельної культури.

## Приклади

### Австрія
У міській адміністрації Відня є Департамент гендерного мейнстримінгу, завдання якого — аналізувати міську політику та корегувати її. Одним з численних напрямів роботи Департаменту є організація публічного простору. Гендерно чутливе регулювання міського руху починається з урахування різних типів пересування. Якщо для чоловіків це переважно приватні автомобілі та громадський транспорт і поїздки на роботу та додому, то для жінок пересування містом ускладнюється необхідністю робити численні додаткові подорожі (у дитсадок, музичну школу з дитиною, магазин, пральню, відвідати літніх батьків тощо). Більшість із цих подорожей здійснюються пішки. Крім жінок, основними користувачами пішохідних хідників є діти та літні люди. Пішохідний рух тривалий час був «сліпою плямою» міського планування — вулиці створювали для автомобілів.
Міська адміністрація Відня врахувала цей недолік. У результаті значно збільшили ширину тротуарів, зробили безпечнішими пункти переходу дороги, обладнали необхідні місця пандусами, встановили лавочки для перепочинку, навіси для тіні й питні фонтани. Ще одним ключовим моментом стала безпека вулиць, які обладнали інтенсивним нічним освітленням, а також, за можливості, зробили простір більш відкритим. Жодних хащів і закапелків — замість них доріжки (наприклад, від автобусної зупинки до житлових будинків), які добре проглядаються з усіх боків. Ці та інші заходи гендерного мейнстримінгу зробили Відень безпечнішим містом, у якому приємно й комфортно жити — усім, а не лише чоловікам.